# Cincinnati Masters 2009
Cincinnati Masters 2009 var en tennisturnering som spelades utomhus på hardcourt nära Cincinnati i USA. Det var den 108:e upplagan av turneringen och den var en del av ATP Masters Series på ATP-touren, och Tier III-serien på WTA-touren. Herrarna spelade mellan 15 och 23 augusti, och damerna mellan 10 och 16 augusti.

## Mästare

### Herrsingel
Roger Federer besegrade  Novak Đoković, 6-1, 7–5
- Det var Federers fjärde titel för året och hans 61:a totalt. Det var hans tredje seger i tävlingen, han vann även 2005 och 2007.

### Damsingel
Jelena Janković besegrade  Dinara Safina, 6–4, 6–2
- Det var Jankovićs andra titel för året och den elfte totalt.

### Herrdubbel
Daniel Nestor /  Nenad Zimonjić besegrade  Bob Bryan /  Mike Bryan, 3–6, 7–6(2), 15-13

### Damdubbel
Cara Black /  Liezel Huber besegrade  Nuria Llagostera Vives /  María José Martínez Sánchez, 6–3, 0–6, 10–2